# Emma Holten
Emma Holten (født 29. maj 1991) er en dansk-svensk feministisk debattør og foredragsholder. Hun er cand.mag. i moderne kultur og kulturformidling og kønspolitisk rådgiver i Oxfam IBIS.

## Udsat for hævnporno
Emma Holten blev i 2011 udsat for hævnporno, hvor hendes mail blev hacket og nøgenbilleder af hende spredt på internettet. Holten reagerede ved selv at lade sig fotografere nøgen og offentliggøre billederne for at vise, hvordan hun ville ses. Historien blev internationalt kendt, hvor bl.a. den britiske avis The Guardian lavede et web-indslag om hende. Denne oplevelse førte til hendes engagement som aktivist for retten til privatliv på internettet og samtykke.
I 2016 viste den tyske tv-station RTL stjålne nøgenbilleder af Emma Holten uden hendes samtykke, hvad der førte til et sagsanlæg og efterfølgende undskyldning og erstatning til Holten.

## Øvrige aktiviteter
Emma Holten er siden blevet kendt som en af de unge stemmer i dansk feminisme.
Emma Holten har været redaktør på magasinet Friktion, som hun i 2011 var med til at stifte.

## Underskud: Om værdien af omsorg
I maj 2024 udgav hun bogen "Underskud: Om værdien af omsorg",.  Bogen er et forsøg på at italesætte de manglende metoder til at bestemme værdien af omsorg. Bogen mødte modstand fra  mange økonomer. en anmeldelse i Dagbladet Information skrev lektor Jeppe Druedahl: Bogen står stærkest, når fokus er på brug af økonomi i samfundsdebatten, men bliver for tyndbenet, når  økonomiske tænkning kritiseres og dermed misrepræsenterede mange af synspunkterne hos de personer, hun kritiserede .
I et interview med Dagbladet Information svarede Holten på kritikken og pointerede at Jeg har ikke set nogen økonomer udfordre de grundlæggende konklusioner i min bog
I april 2025 vandt Emma Holtens Underskud Læsernes Bogpris 2025. Under overrækkelsen lød det blandt andet om valget: "Årets vinder af Læsernes Bogpris er på kvindernes side. Bogen rummer en skarp analyse af, hvordan samfundet styres af økonomiske modeller, der ikke måler værdien af omsorg." Med prisen fulgte 50.000 kroner. Samme år modtog hun også Politikens Litteraturpris 2024 i kategorien Den fælles samtale.